# Namsos
64°27′53″N 11°29′39″Ø / 64.46472°N 11.49417°Ø
Namsos er en by ved kysten, midt i Trøndelag fylke i Norge. Byen ligger helt inderst i Namsenfjorden, hvor lakseelven Namsen har sit udløb, deraf byens navn Namsens os.
Kommunen Namsos består af administrationscenteret Namsos med 9.159 indbyggere (SSB, 2006), sammen med flere mindre byer uden for kommunecenteret. Blandt disse er Vemundvik, Otterøya, Bangsund og Klinga. Byen har egen flyveplads.
Der er en stor bestand af elge i området; Derfor byvåbnet, der viser en gul elg på rød baggrund, og centralt i bykernen finder man statuen «Elgen» af Skule Waksvik.

## Geografi
Med sine 765 meter er Grønkleppen det højeste fjeld i Namsos kommune, men mest kendt er byfjeldet Klompen.

## Samfund
Namsos er med i Midtre Namdal Regionråd og har et tæt samarbejde med de andre kommuner i Midtre Namdal.

## Historie
Namsos blev grundlagt i 1845 i et område, det var velegnet til trælastindustri på grund af nærheden til de skovrige områder i Namdalen og kystadgangen via Namsenfjorden. En af de vigtigste årsager til anlæggelsen af ladestedet Namsos var at få eget toldkontor, sådan at eksport af træ kunne ske direkte til udlandet. Der var adskillige savværker i Namdalen, før ladestedet Namsos blev anlagt. Dette var mindre savmøller anlagt af skovejerne på gunstige steder i forhold til tømmerskov og vandfald.
I dag er der kun et af de 11 historiske savværker i Namsos som fortsat er i drift – Moelven Van Severen. Der er også oprettet et savværkssmuseum, hvor det gamle Spillumsbruket tidligere lå.
Byen er nedbrændt tre gange. Den første brand var i 1872, da to drenge legede med tændstikker. Den anden brand var i 1897. Årsag er ukendt. Den tredje gang var under anden verdenskrig, da tyske bombefly lagde byen i ruiner på Hitlers fødselsdag den 20. april 1940.

## Kultur

### Rock
Namsos har sammen med Trondheim fået tildelt projektet Rock city i Norge. Leder for Rock City Namsos er Terje Tranås, som også spiller i Sambandet. Namsos har fostret flere store musikere. Blandt de mest kendte er den såkaldte trønder-rocks far, Åge Aleksandersen. I nyere tid er bands og artister som Askil Holm, Hot Organ, Nullskattesnylterne, og Quintrophenia dukket op.
Hvert forår arrangeres Namsos rockfestival. Festivalen blev arrangeret første gang i 2001 og har haft flere store nationale kunstnere på plakaten.

### Namsos Balletskole
Namsos har altid haft et godt balletmiljø helt siden balletskolen blev startet i 1987, da kom den da 19 år gamle Elisabeth Thingstad Larsen hjem efter at have gået på skole i England. Namsos balletskole afholder op til flere forestillinger hvert år.

### Tusenårssted
Kommunens tusenårssted er Spillum Dampsav & Høvleri – Norsk Savværkssmuseum, der
er et levende museum fra vor nære fortid og er et af kun ti tekniske industrielle kulturminder i Norge. Museet blev åbnet i 1991 og fungerer i dag som et savværk sådan som disse blev drevet for over 50 år siden. Det blev startet i 1884 af Peter Torkildsen og var da det første høvleri i Namdalen.

## Uddannelse

### Grundskoler
Det er otte grundskoler i Namsos kommune: Fire børneskoler, to kombinerede skoler (1.-10. klassetrin) og to ungdomsskoler. Elevtallet varierer fra omkring 70 ved den mindste til op mod 400 elever ved den største. De otte skoler åer: Sørenget skole, Vestbyen skole, Namsos børneskole, Høknes børneskole, Otterøy skole, Bangsund skole og Namsos ungdomsskole.

### Olav Duun Videregående Skole
Olav Duun Videregående Skole har markeret sig med den såkaldte Namsos-model. En model, som indebærer opløsning af det traditionelle klassebegreb og større frihed for den enkelte elev. Skolen har i dag omkring 950 elever.

## Venskabsbyer
- Hudiksvall, Sverige
- Maribo, Danmark
- Kaskö, Finland
- Lyon, Frankrig
- Poulsbo, USA